# Bruno Italiener
Bruno Italiener (* 6. Februar 1881 in Burgdorf bei Hannover; † 17. Juli 1956 in London) war ein deutscher liberaler Rabbiner.

## Leben

### Andreanum, Militär, Studium, Feldrabbiner
Nach dem Besuch der jüdischen Samson-Schule in Wolfenbüttel und des Hildesheimer Gymnasiums Andreanum studierte Italiener ab 1899 Philosophie und orientalische Philologie an der Universität und am Jüdisch-theologischen Seminar in Breslau, wo er 1908 das Examen ablegte.
Von 1902 bis April 1903 genügte er seiner Militärpflicht und beendete danach im Sommersemester 1903 seine Universitätsstudien mit der Promotion zum Dr. phil in Erlangen. Seine Dissertation trägt den Titel „Die Gotteslehre des Thomas Campanella“. – Bereits 1907, im Jahr vor seiner Ordination, wurde er als liberaler Rabbiner der Darmstädter jüdischen Gemeinde eingesetzt, die er zunächst bis 1914 betreute.

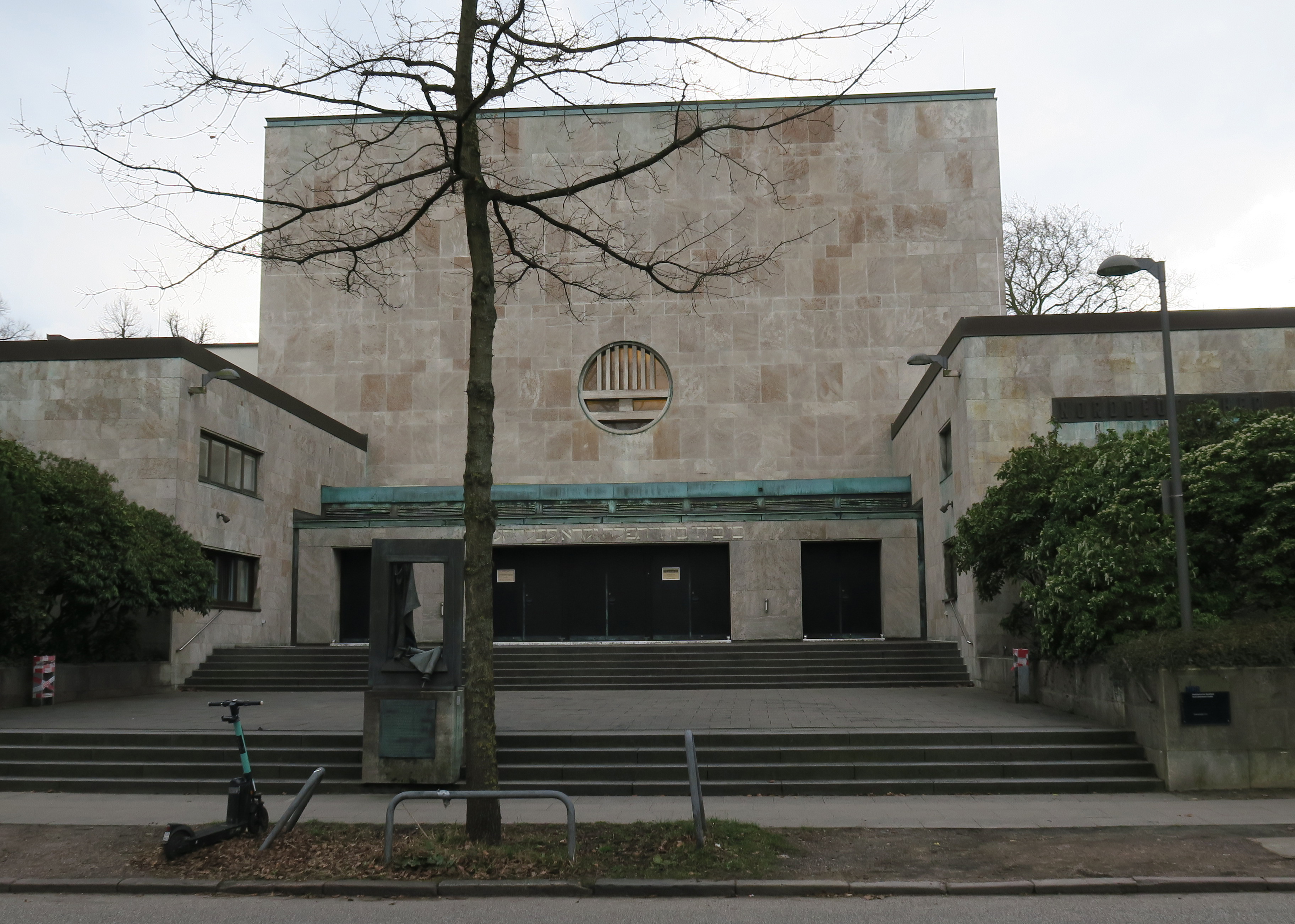
Ehemalige Reformsynagoge Oberstraße, Hamburg, heute NDR

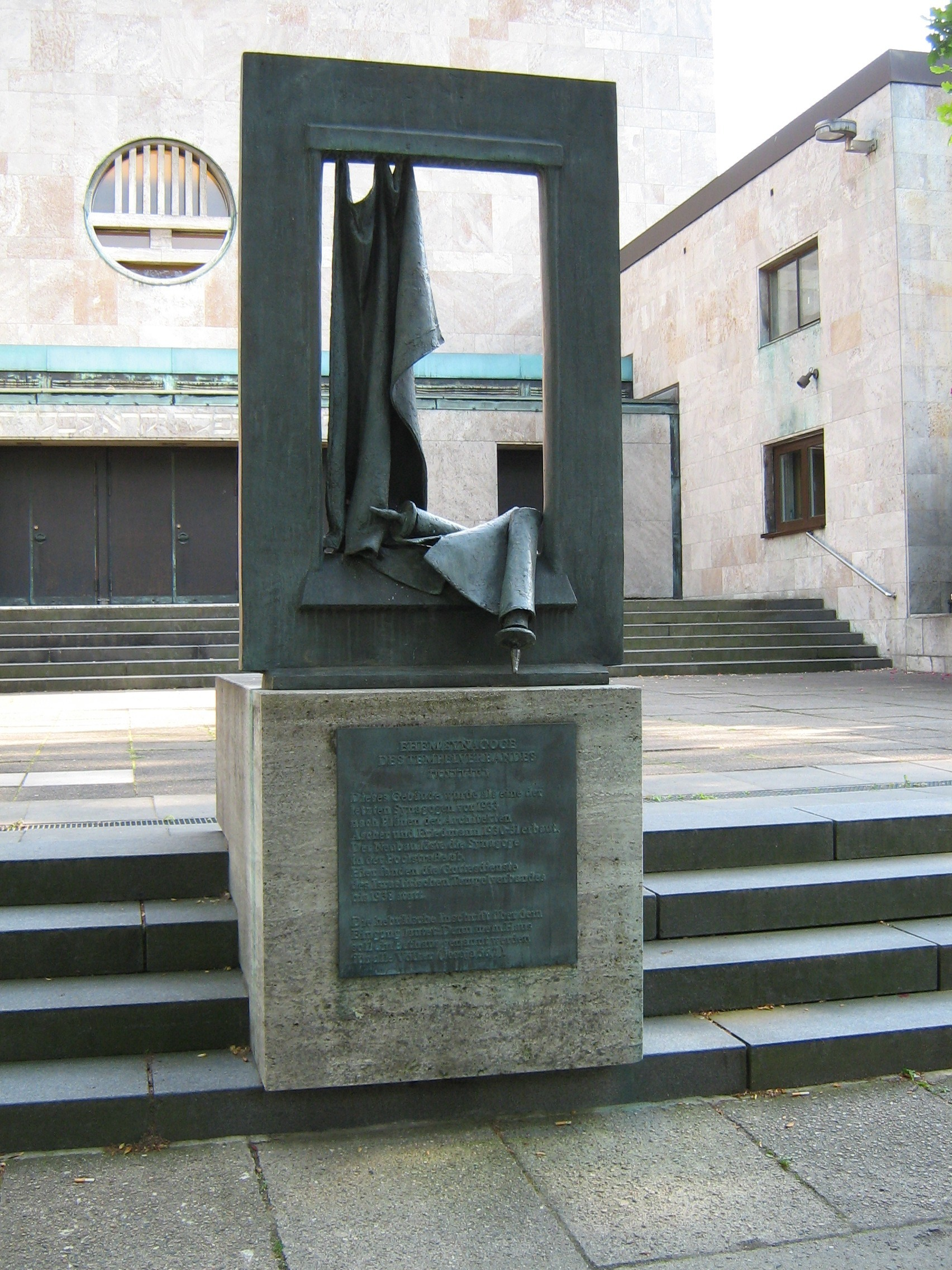
Mahnmal vor dem so genannten Tempel, wo Italiener als Rabbiner tätig war

Italiener war im Ersten Weltkrieg als Feldrabbiner der 7. Armee an der Westfront in Frankreich im Einsatz. In den Jahren 1914, 1915 und 1916 legte er Kriegsbetrachtungen vor, die 1916 unter dem Titel „Von Heimat und Glauben“ gemeinsam veröffentlicht wurden.

### Pessach-Haggada, Patriotismus, Abwehrkampf gegen Judenfeindlichkeit
1918 nahm Italiener seine Tätigkeit als liberaler Rabbiner in Darmstadt wieder auf. Über seine rabbinischen Funktionen hinaus machte er sich auch als Gelehrter einen Namen. Neben zahlreichen Aufsätzen zur Wissenschaft des Judentums publizierte er eine Faksimile-Edition der Darmstädter Pessach-Haggada, die er durch eine Monographie zur Geschichte der illuminierten Haggadot (1927) ergänzte.
Italiener verstand sich als „deutsch-jüdischer Patriot“ und betrachtete den Antisemitismus in der frühen Weimarer Republik mit Sorge. Seine 1920 publizierte und mehrfach aufgelegte Broschüre „Waffen im Abwehrkampf“ unternahm den Versuch, den deutschen Juden Argumentationshilfen gegen antisemitische Anfeindungen an die Hand zu geben.

### Liberaler Rabbiner in Hamburg, London und Berlin
Ende 1927 folgte Bruno Italiener einem Ruf des Israelitischen Tempelverbands nach Hamburg. Der Tempelverband baute in Harvestehude eine größere Synagoge mit bis zu 1200 Plätzen, der 1931 eingeweiht wurde. Unter Italiener und dem Kantor Kornitzer, blühte das Gemeindeleben in der Nähe der Alster Anfang der 1930er-Jahre noch einmal besonders auf.
1928 formulierte Italiener als Lehrer der Helene-Lange-Oberrealschule, ein Begehren an die Oberschulbehörde, in dem er jüdischen Religionsunterricht forderte. Im April 1929 wurde für das Schuljahr 1929/1930 jüdischer Religionsunterricht an dieser Schule als Schulfach eingeführt, den Italiener wahrnahm.
1937 wurde das 120-jährige Tempeljubiläum mit einer Rede Italieners groß gefeiert, unter Italieners Leitung sei die Tempelgemeinde zu einer lebendigen jüdischen Gemeinschaft geworden, heißt es in Berichten. 1937 wurde Italiener Oberrabbiner und 1938 verzichtete Joseph Carlebach auf die Bezeichnung Oberrabbiner zu Hamburg, sondern nannte sich nun Oberrabbiner des Synagogenverbandes.
Doch 1938 wurde der Tempel bei den Novemberpogromen geschändet und geschlossen. – 1939 gelang ihm, gemeinsam mit seiner Frau und seinen beiden Töchtern, die Flucht über Brüssel nach London, wo er von 1939 bis 1941 im East End an der St. George’s Settlement Synagogue und von 1941 bis 1951 als Assistant Minister an der West London Synagogue of British Jews tätig war. Behelfsmäßiger Nachfolger in Hamburg wurde Joseph Norden bis zu dessen Deportierung.
1951 wurde Italiener pensioniert, blieb aber als Rabbiner und jüdischer Gelehrter aktiv. Er arbeitete an der Herausgabe zweier Festschriften für seinen Freund und Kollegen Leo Baeck mit und half ab 1954 in Berlin als Gastrabbiner aus.
1956 starb Bruno Italiener infolge eines häuslichen Unfalls.

## Werke (Auswahl)
- Die Gotteslehre des Thomas Campanella. Diss. Erlangen, Peine 1904.
- Von Heimat und Glauben. Kriegsbetrachtungen. Schlapp, Darmstadt 1916.
- Waffen im Abwehrkampf. 1919 (mehrfach wieder aufgelegt.)
- Die Darmstädter Pessach-Haggadah: Mit einer Gesamtbibliographie der Haggadah. Codex orientalis 8 der Landesbibliothek zu Darmstadt aus dem 8. Jahrhundert. Hrsg. von Bruno Italiener unter Mitwirkung von Aaron Freimann, August Liebmann Mayer und Adolf Schmid, Verlag Hiersemann, Leipzig 1927.
- Einziger Gott – Einziges Volk. Predigt-Cyklus. Gehalten an den Hohen Feiertagen 5697 (1936) im Hamburger Tempel, Hamburg 1936.
- (Hrsg.) Festschrift zum hundertzwanzigjährigen Bestehen des Israelitischen Tempels in Hamburg 1817–1837. Hamburg 1937.
- Der Rabbiner. In: Festschrift zum 80. Geburtstag von Leo Baeck am 23. Mai 1953. London [1953], S. 33–4.2.